# Xã Porter, Quận Midland, Michigan
Xã Porter (tiếng Anh: Porter Township) là một xã thuộc quận Midland, tiểu bang Michigan, Hoa Kỳ. Năm 2010, dân số của xã này là 1.277 người.